# Товарищество льняной мануфактуры Сосипатра Сидорова
Товарищество Алимов мануфактуры Сосипатра Сидорова — товарищество, образованное в 1884 году С.Д. Сидоровым, Е. С. Крымовым и В.Ф. Дородновым.

## Предпосылки
В начале XVIII века в России возникло много крупных льняных (главным образом парусных и полотняных) мануфактур, которые создавались в районах, где население издавна занималось домашним производством льняных тканей. И так как продавать готовые текстильные изделия было выгоднее, чем лён и пряжу, то почти в каждой крестьянской избе имелись ручные ткацкие станки, ничем не отличавшиеся от мануфактурных. Появившиеся в начале XIX века самопрялки привели к увеличению производства льняной пряжи, но одновременно в Россию начал широко проникать хлопок. Началась конкуренция хлопка и льна. Работы, связанные со льном, были ручными и малопроизводительными, а в хлопчатобумажной отрасли использовалось машинное производство, что делало и ткань более доступной. Спрос на полотно падал.
В 1844 году была создана специальная правительственная комиссия для исследования состояния полотняных предприятий. В эти годы в России существовало предубеждение против машинной пряжи. Комиссия выяснила, что машинная пряжа крепче, ровнее и во всех отношениях лучше ручной, отметив также, что русские фабриканты не ввели никаких усовершенствованных способов: все технологии остались теми же, что и 120 лет назад при начале полотняного Дела в России при Петре I.
В 1848 году появилось официальное распоряжение правительства о поощрениях первым учредителям механических льнопрядилен и ткацких фабрик. Владельцы фабрик — купцы первой гильдии — освобождались от налогов. Им передавались в безоброчное пользование удобные участки казенной земли на все время существования фабрики с бесплатным отпуском леса на постройку фабричного здания.

## Фабрика Сосипатра Сидорова
В 1845 году, задёшево скупив на ярмарках льняную пряжу, кузнец Сосипатр Дмитриевич Сидоров организовал раздаточную контору в селе Яковлевском Нерехтского уезда Костромской губернии (сейчас город Приволжск Ивановской обл.) и начал раздавать основы (первое время часто под честное слово – без расписок) яковлевским крестьянам и крестьянам соседних деревень для выделки льняного полотна (скатерти, салфетки или дорожки). Отбеливал товар Сидоров при помощи золы в бучильне, переделанной из собственной кузницы.
К 1847 году Сидоров выкупил свидетельство плёсского купца второй гильдии.
Осенью 1847 года отстроил новый дом (вместо сгоревшего при пожаре) и большой сарай для сновальни. В 1848 им была построена собственная ткацкая светёлка, зарегистрированная как мануфактура.
С 1854 года стал покупать пряжу с механических льнопрядилен Дьяконова и Сыромятникова в Нерехте, Брюханова и Зотова в Костроме. Примерно с 1857 года начал выкупать участки для будущей ткацкой фабрики участки земли, расположенные преимущественно вдоль рек. Ему удалось скупить около трехсот десятин земли вокруг Яковлевского.
В 1862 году Сидоров построил трехэтажное каменное здание льнопрядильной фабрики на 35 ручных станов.
В 1870 году Сидоров открыл механическую ткацкую фабрику на 200 станков. Также им была запущена отбельно-отделочная фабрика.
Одновременно на Сидорова продолжали работать ткачи-надомники и функционировала ручная ткацкая фабрика. Сложно-узорчатые изделия производились на ручных станках, гладевые ткани — на механических.
В 1875 году С. Сидоров заменил на речке Шаче ручную белилку на механическую бельно-ощелочную фабрику, а все производство было переведено на паровую тягу, обеспечиваемую котельной с двумя паровыми котлами. К 1881 году на фабрике работали 740 человек. Фабрика, расположившаяся в двухэтажных каменных зданиях состояла их пяти производств: приготовительного, двух ткацких - ручного и механического, отбельного и отделочного.

## Фабрика Евстафия Крымова
В 1858 году Евстафий Семёнович Крымов, крестьянин из деревни Рогачево, расположенной в двух верстах севернее Яковлевского на берегу реки Шачи, как и Сидоров открыл свою раздаточную контору. В 1870 он открыл ручную ткацкую фабрику. В 1879 году Крымов выкупил у рогачевских крестьян водяную мельницу и рядом начинает строить белильню, которую механизирует, установив при ней водяную турбину. Через год он построил ещё два каменных корпуса: трехэтажный для ручных станков и двухэтажный для механических.

## Фабрика Василия Дороднова
В 1860 году Василий Федорович Дороднов открыл раздаточную контору. А в 1864 году недалеко от Яковлевского, в деревне Василёво, Дороднов построил в деревянных корпусах сновальню и ручную белильню. В 1870 году отстроил каменное здание фабрики, в которой использовались только ручные станки, а вырабатывалось исключительно столовое бельё. К 1881 году механизированная фабрика Дороднова состояла уже из двух трехэтажных кирпичных корпусов и одного полукаменного с деревянной надстройкой.

## Товарищество льняной мануфактуры
Таким образом, в селе Яковлевское возникли сразу три крупные фабрики.
В 1884 году Сосипатр Сидоров основывает «Товарищество льняной мануфактуры Сосипарта Сидорова» с основным капиталом 1 млн рублей (200 паев по 5000 руб.).  В состав товарищества входили фабрики Сидорова, Крымова и Дороднова. Товарищество имело  в своём распоряжении 725 механических и 75 ручных станков. Производилось «полотно различной ширины, платки носовые, скатерти белые и цветные…», также имелось ажурное производство. Продажи осуществлялись на лучших торговых площадках Москвы, Санкт-Петербурга и Харькова. Директором распорядителем товарищества был назначен сын Сосипатра Сидорова — Мефодий.
В начале XX века село Яковлевское являлось крупным промышленным центром, на трех фабриках товарищества трудилось около 4500 тысяч человек. Товар успешно продавался в крупных российских городах и за границей.
В 1918 году яковлевские фабрики были национализированы, а через два года объединены в комбинат, который с 1932 года носит название Яковлевский льнокомбинат. При этом за каждой из фабрик закрепилось своё наименование: Яковлевская (фабрика С. Сидорова), Рогачевская (фабрика Е.Крымова), Василевская (В. Дороднова).